# Ksenija Ryžova
Ksenija Olegovna Vdovina, coniugata Ryžova (in russo Ксения Олеговна Вдовина-Рыжова?; 19 aprile 1987), è una velocista russa, specializzata nei 400 metri piani.

## Biografia

### La presunta protesta contro la legge che vieta la propaganda gay
La Ryzhova fece notizia quando, dopo aver vinto la medaglia d'oro nella staffetta 4×400 metri ai campionati del mondo di Mosca 2013, durante la premiazione baciò le sue compagne di squadra. Questo bacio scatenò diverse reazioni sui social network, in quanto molte persone lo intesero come un gesto politico di dissenso nei confronti della legge che vieta la propaganda gay, approvata in Russia nello stesso anno. Il ministro russo per lo sport Vitaly Mutko rispose a queste reazioni affermando che la controversia sulla legge del suo Paese contro la propaganda gay era "un problema inventato" dai media occidentali.
In un'intervista all'agenzia di stampa italiana ANSA le quattro atlete negarono che i baci fossero stati scambiati in segno di protesta contro la legge russa, affermando che si era trattato solo di un'espressione di gioia per la vittoria appena conseguita.
Nel 2017 perse la medaglia d'oro conquistata ai campionati del mondo di Mosca 2013 quando la staffettista russa Antonina Krivošapka è stata trovata positiva ad un controllo antidoping.

## Progressione

### 200 metri piani
| Stagione | Risultato        | Luogo     | Data      | Rank. Mond. |
| -------- | ---------------- | --------- | --------- | ----------- |
| 2012     | 23"36 (+0.4 m/s) | Mosca     | 13-6-2012 |             |
| 2011     | 23"15 (+2.0 m/s) | Mosca     | 10-7-2011 |             |
| 2010     | 22"91 (+1.8 m/s) | Mosca     | 19-6-2010 |             |
| 2009     | -                | -         | -         | -           |
| 2008     | 23"38 (+0.1 m/s) | Žukovskij | 15-6-2008 |             |
| 2007     | -                | -         | -         | -           |
| 2006     | 23"64 (-0.2 m/s) | Tula      | 13-6-2006 |             |

### 400 metri piani
| Stagione | Risultato | Luogo     | Data      | Rank. Mond. |
| -------- | --------- | --------- | --------- | ----------- |
| 2013     | 49"80     | Čeboksary | 24-6-2013 |             |
| 2012     | 50"43     | Čeboksary | 4-7-2012  |             |
| 2011     | 50"67     | Čeboksary | 22-7-2011 |             |
| 2010     | 51"41     | Saransk   | 12-7-2010 |             |
| 2009     | 52"22     | Kazan'    | 17-6-2009 |             |

### 400 metri piani indoor
| Stagione | Risultato | Luogo | Data      | Rank. Mond. |
| -------- | --------- | ----- | --------- | ----------- |
| 2014     | 51"03     | Mosca | 18-2-2014 |             |
| 2013     | -         | -     | -         | -           |
| 2012     | 53"48     | Mosca | 5-2-2012  |             |
| 2011     | 51"81     | Mosca | 17-2-2011 |             |
| 2010     | 52"19     | Mosca | 26-2-2010 |             |

## Palmarès
| Anno | Manifestazione    | Sede     | Evento      | Risultato  | Prestazione | Note |
| ---- | ----------------- | -------- | ----------- | ---------- | ----------- | ---- |
| 2006 | Mondiali juniores | Pechino  | 200 m piani | Semifinale | 24"68       |      |
| 2007 | Europei under 23  | Debrecen | 4×100 m     | Oro        | 43"67       |      |
| 2007 | Universiadi       | Bangkok  | 200 m piani | Semifinale | 24"40       |      |
| 2007 | Universiadi       | Bangkok  | 4×100 m     | 4ª         | 44"16       |      |
| 2009 | Europei under 23  | Kaunas   | 4×400 m     | Oro        | 3'27"59     |      |
| 2010 | Mondiali indoor   | Doha     | 4×400 m     | Argento    | 3'27"44     |      |
| 2011 | Europei indoor    | Parigi   | 4×400 m     | Oro        | 3'29"34     |      |
| 2011 | Mondiali          | Taegu    | 4×400 m     | dq         | dq          |      |
| 2013 | Mondiali          | Mosca    | 400 m piani | 6ª         | 50"98       |      |
| 2013 | Mondiali          | Mosca    | 4×400 m     | dq         | dq          |      |
| 2014 | Mondiali indoor   | Sopot    | 400 m piani | Semifinale | 51"65       |      |
| 2014 | Mondiali indoor   | Sopot    | 4×400 m     | dq         | dq          |      |
| 2015 | Mondiali          | Pechino  | 4×100 m     | Finale     | dnf         |      |
| 2015 | Mondiali          | Pechino  | 4×400 m     | 4ª         | 3'24"84     |      |

## Altre competizioni internazionali
2015
- Campionati europei a squadre di atletica leggera ( Čeboksary)